# 電気音響
電気音響株式会社（でんきおんきょう）は過去に存在した音響部品やアーケードゲームを製造していた企業。1948年に奥九州雄が創立した電気音響研究所が前身。東京都大田区に本社があった。
トランス関係を製造し、一時期は”Dokorder”ブランドでテープレコーダーをアメリカで販売した。カラーテレビの発展期には偏向ヨークやフライバックトランスを製造し、そのシェアが世界一の時もあった。よくオーディオ機器メーカーのONKYOやDENONと誤解されるが、全く別の会社である。
1982年9月、村田製作所が電気音響株式会社の55%の株式を取得し傘下におさめた。1989年村田製作所に吸収合併され消滅。東京都大田区西六郷3丁目26-11にあった本社は現在村田製作所東京寮となっている。

## アーケードゲーム作品
- 平安京エイリアン　1979年に東京大学の学生サークルである「理論科学グループ（略称：TSG）」が開発したコンピューターゲーム。当初はパソコンゲームだった。翌1980年11月に電気音響株式会社からアーケードゲームとして発売されている。
- ダンシング・クイーン　平安京エイリアンに次ぐ、東大生シリーズの第2弾作品。1980年10月に開催された第18回アミューズメントマシンショー（AMショー）に、「ネオ・ポセイドン」と共に同社の目玉作品として出品。当時のゲームカタログは存在するものの、実機は今に至るまで正式稼働されたのが確認されていない。『Beepメガドライブ』に連載されていた渋谷洋一のコラムによるとお蔵入りになったと言われている。
- ネオ・ポセイドン 壊滅作戦　1980年9月発売。2000年頃に東京の基板屋『キョーワインターナショナル』で純正筐体ごと売りに出されていたのが確認されている為、少数ながらも発売された。これ以降新作は発表されなかった。